# Tragia giardelliae
Tragia giardelliae är en törelväxtart som beskrevs av M.M.Gut. och Múlgura. Tragia giardelliae ingår i släktet Tragia och familjen törelväxter. Inga underarter finns listade i Catalogue of Life.